# Clinton County (Michigan)
Clinton County je okres ve státě Michigan v USA. K roku 2010 zde žilo 75 382 obyvatel. Správním městem okresu je St. Johns. Celková rozloha okresu činí 1 488 km². Okres byl pojmenován podle DeWitta Clintona.

## Sousední okresy
| Růžice kompasu | Montcalm County | Gratiot County            | Saginaw County    | Růžice kompasu |
| Růžice kompasu | Ionia County    | Sever                     | Shiawassee County | Růžice kompasu |
| Růžice kompasu | Ionia County    | Clinton County (Michigan) | Shiawassee County | Růžice kompasu |
| Růžice kompasu | Ionia County    | Jih                       | Shiawassee County | Růžice kompasu |
| Růžice kompasu | Eaton County    |                           | Ingham County     | Růžice kompasu |